# Plagigeyeria inflata
Plagigeyeria inflata – gatunek ślimaków z rzędu Littorinimorpha i rodziny źródlarkowatych.
Gatunek ten opisany został po raz pierwszy w 1928 roku przez Antoniego Józefa Wagnera pod nazwą Geyeria inflata. W 1930 roku John Read le Brockton Tomlin podał nową nazwę rodzaju, Plagigeyeria, jako że nazwa Geyeria okazała się być młodszym homonimem.
Ślimak ten osiąga 2,5 mm wysokości muszli. Cechuje się ona obecnością silnie zbliżonych do siebie żeberek osiowych na teleokonsze i występowaniem blisko siebie rozmieszczonych żeberek spiralnych na protokonsze. Muszla jest bardziej przysadzista, silniej stożkowata i ma słabiej stępiony szczyt niż u P. plagiostoma. Dołek osiowy jest szerzej otwarty niż u P. plagiostoma. Kształt ujścia muszli jest owalny, wydłużony i mocniej rozszerzony niż P. plagiostoma.
Mięczak ten zasiedla bentos źródeł. Należy do zdrapywaczy żerujących na peryfitonie.
Gatunek ten jest endemitem Bośni i Hercegowiny. Znany jest wyłącznie z miejsca typowego – krasowego źródła rzeki Bośni, położonego koło Ilidžy, na południe od Sarajewa, u podnóży masywów Igmana i Bjelašnicy. Jest to jeden z dwóch, obok Plagigeyeria plagiostoma, najdalej na północny wschód występujących przedstawicieli rodzaju.